# 21616 Guhagilford
21616 Guhagilford este un asteroid din centura principală de asteroizi.

## Descriere
21616 Guhagilford este un asteroid din centura principală de asteroizi. A fost descoperit pe 12 mai 1999 la Socorro, New Mexico, în cadrul proiectului LINEAR. Asteroidul prezintă o orbită caracterizată de o semiaxă mare de 2,35 ua, o excentricitate de 0,13 și o înclinație de 6,7° în raport cu ecliptica.